# Буллит, Уильям
Уильям Кристиан Буллит младший (англ. William Christian Bullitt, Jr.; 25 января 1891 Филадельфия, штат Пенсильвания — 15 февраля 1967, Нёйи-сюр-Сен, Франция) — государственный и политический деятель США, стал первым послом США в Советском Союзе после того, как США признали Советский Союз в 1933 году.

## Биография
Происходил из влиятельной семьи филадельфийских банкиров.
В юности он занимался журналистикой и долго жил за границей, что позволило ему овладеть французским и немецким языками ещё до окончания Йельского университета в 1912 году.
В 1917 году президент США Вудро Вильсон назначил его заместителем государственного секретаря, и на Парижской мирной конференции в 1919-1920 годах Буллит входил в аппарат советников Вильсона.
В марте 1919 года он возглавил секретную международную миссию в Советскую Россию, где встречался с Владимиром Лениным.
Два месяца спустя он ушёл из Государственного департамента в знак протеста против условий Версальского мирного договора.
В 1923 году Буллит развёлся и в следующем году женился на Луизе Брайант — вдове Джона Рида, автора книги «Десять дней, которые потрясли мир». Их общая дочь родилась всего через 3 месяца после заключения брака. В 1930 году этот брак распался.
В 1933 году, после участия в успешной предвыборной кампании президента Франклина Рузвельта, Буллит был назначен специальным помощником государственного секретаря Корделла Халла.
В ноябре 1933 года советско-американские переговоры завершились официальным признанием СССР Соединёнными Штатами, и 21 ноября 1933 года Буллит был назначен первым послом США в Советском Союзе. Вручение верительных грамот состоялось 13 декабря.
При участии Буллита в 1935 году было заключено первое торговое соглашение между США и СССР. При нём в качестве резиденции посла США в Москве был выбран Спасо-хаус. 23—24 апреля 1935 года по инициативе посла в американском посольстве был устроен Фестиваль весны — торжественный приём, на который были приглашены крупные советские государственные деятели, военачальники и деятели культуры. Невиданная роскошь и изощрённость развлечений (живые звери и птицы, изобилие цветов, сразу два оркестра на разных этажах) произвела сильное впечатление на гостей. В литературоведение существует точка зрения, в соответствии с которой под впечатлением от Фестиваля весны советский писатель Михаил Булгаков создал новый вариант 23-й главы романа «Мастер и Маргарита», над которым он тогда работал, получивший известность под названием «Великий Бал у Сатаны». Многие гости фестиваля спустя короткое время погибли в результате сталинских репрессий.
Несмотря на тёплые личные отношения Буллита со Сталиным и другими советскими руководителями, он информировал Вашингтон о самых мрачных сторонах сталинского режима.
В 1936 году, 16 мая, Буллит был отозван в США президентом Рузвельтом и затем назначен послом во Франции, где проработал до нацистской оккупации в 1940 году. На должности посла в СССР в 1936 году его сменил Джозеф Дэвис.

### Собственные работы У. Буллита
- англ. The Bullitt Mission to Russia, New York: Huebsch (1919).
- англ. It's Not Done, New York: Harcourt Brace (1926).
- англ. The Great Globe Itself, New York: Scribner's (1946).
- англ. (with Sigmund Freud) Thomas Woodrow Wilson - A Psychological Study, Boston: Houghton Mifflin (1967).